# バンコク・ドゥシット・メディカル・サービシーズ
バンコク・ドゥシット・メディカル・サービシーズ（英語: Bangkok Dusit Medicalservices略称BGH）は、プラサート・プラサートーンオーソットが創業したタイの大手私立病院グループで、同国では最大規模。
タイ国内や外国人などの富裕層に特化し、質の高い医療サービスを提供している。
SET 50 Indexの採用銘柄である。(2008年2月現在)

## グループ企業
- バンコク病院 (Bangkok Hospital)
  - BNH病院（バンコク病院傘下）
- サミティウェート病院
- ロイヤルアンコール国際病院(カンボジア)

- バンコク・エアウェイズ - 創業者プラサート・プラサートーンオーソットがCEOを務める。